# Harald Petersen (instrumentmager)
 Der er flere personer med dette navn, se Harald Petersen.
Harald Petersen (22. marts 1910 – 3. maj 1969) var en dansk guitarbygger.
Harald Petersen byggede primært klassiske guitarer, men også jazzguitarer og andre strengeinstrumenter. Harald Petersen solgte sine instrumenter igennem musikforretningen Marno Sørensen inden han i 1950 rejste til England, hvorfra hans kone kom.
Der kom først rigtig gang i hans karriere da han kom i kontakt med Len Williams, som havde "Spanish Guitar Centre" i London. Len Williams er far til den kendte engelske klassiske guitarspiller John Williams, som også spillede en mindekoncert for Harald Petersen efter hans død. Guitarerne fra denne periode har på etiketten påtrykt: "sole agents, spanish guitar centre, London England". Denne enedistrubition ophørte dog før Harald Petersens død.
Harald Petersen lavede til sidst tre modeller kaldet hhv. A, B og C. I modsætning til sædvanen inden for klassiske guitarer var C-modellen den fineste. Forskellen bestod i materialevalget og detaljerne, f.eks. var rosetten mere kompliceret i C-modellen, og A-modellen havde et simplere hoved en B- og C-modellerne.
Efter Harald Petersens død overtog hans sønner Tom og Peter forretningen, indtil de lukkede den i 1983. I sønnernes tid ændrede de etiketten fra "Harald Petersen" til "Petersen" med undtagelse af de første guitarer efter faderens død, hvor sønnerne underskrev på faderens etiket.
Harald Petersen fik i sin tid i Danmark bl.a. solgt en jazzguitar til Svend Asmussen og i England har bl.a. Paul McCartney spillet på Petersens guitarer.